# アレッサンドロ・バリッコ

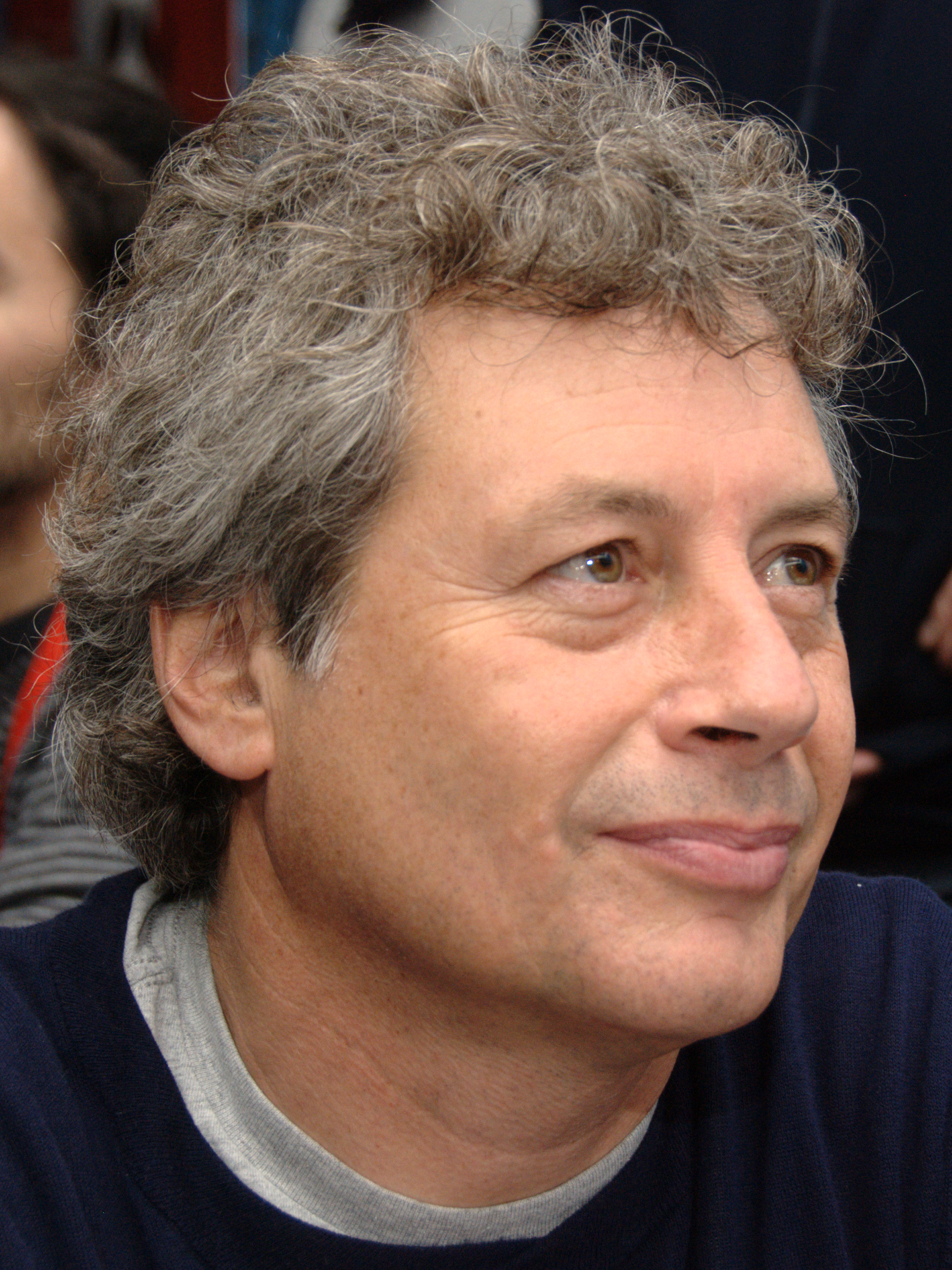
アレッサンドロ・バリッコ (2010)

アレッサンドロ・バリッコ（イタリア語: Alessandro Baricco, 1958年1月25日 - ）は、イタリアの小説家・劇作家。その著作は多くの言語に翻訳されている。

## 人物
もとは音楽評論家として活躍。二人の息子と妻とローマに暮らす。
いくつかの小説がイタリアとフランスのベストセラーリストにあがるようになった頃、モノローグ（朗読）劇『ノヴェチェント』の舞台にインスパイアされたジュゼッペ・トルナトーレ監督によって映画『海の上のピアニスト』（英 The Legend of 1900／伊 La leggenda del pianista sull'oceano）が制作された。また『絹』は映画「シルク」の原作となった。

## 邦訳
- 『絹』鈴木昭裕訳 白水社 1997　のち白水Uブックス
- 『海の上のピアニスト』草皆伸子訳 白水社 1999　のち白水Uブックス
- 『シティ』草皆伸子訳 白水社 2002
- 『イリアス トロイアで戦った英雄たちの物語』草皆伸子訳 白水社 2006